# Academia de Bellas Artes de Múnich

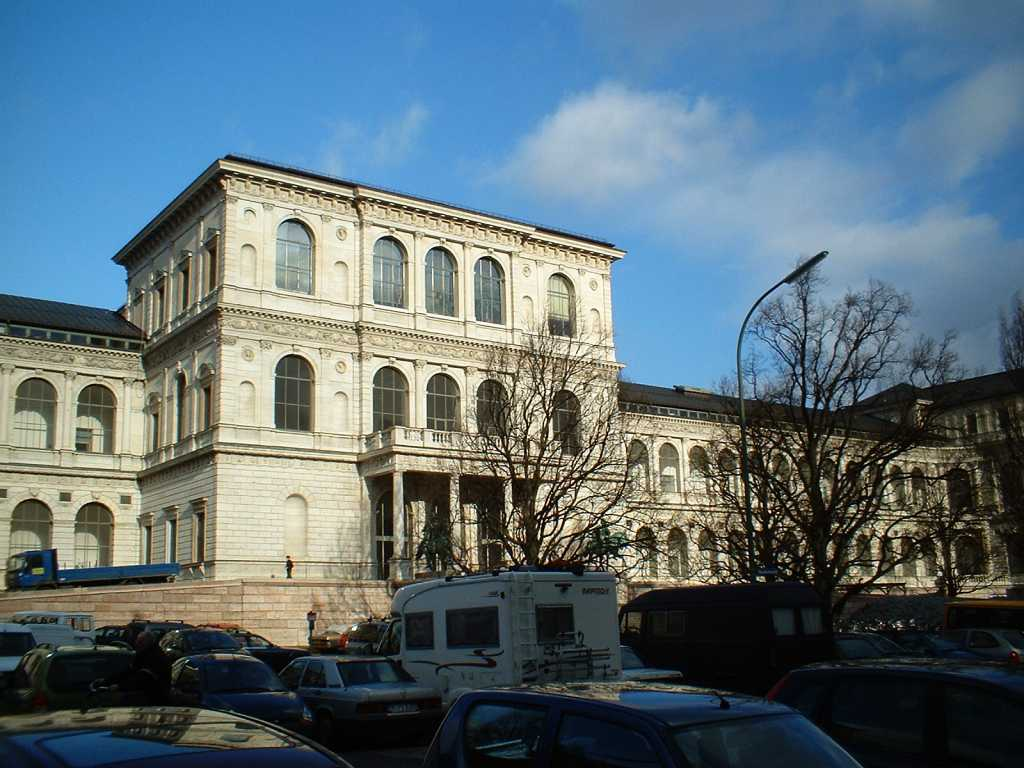
Academia de Bellas Artes de Múnich.

La Academia de Bellas Artes de Múnich (en alemán: Akademie der Bildenden Künste München) fue fundada en 1808 por el rey Maximiliano I de Baviera en Múnich como "Real Academia de Bellas Artes", cuyo nombre cambió en 1953 al actual.
El 26 de octubre de 2005, se inauguró un nuevo edificio y nuevas instalaciones justo al lado del antiguo, el cual fue construido entre 1874 y 1887 en estilo renacentista.

## Estudiantes y profesores notables
- Franz Ackermann (1984-1988)
- Lawrence Alma-Tadema
- Ignat Bednarik
- Ditlev Blunck (1818-1820)
- Lovis Corinth (1880–1884)
- Peter von Cornelius
- Jean Deyrolle
- Marie Ellenrieder, primera mujer estudiante (1791–1863)
- Lothar Fischer (1952–1958)
- Germán Gedovius (1867-1937)
- Otto Greiner (1988–1991)
- Nicholaos Gysis (1842-1901)
- Hermann Helmer
- Hans Hassenteufel
- Paul Hoecker
- Jörg Immendorff (1984–1985)
- Alexis Joris (1865-1951)
- Wassily Kandinsky
- Alfred Kubin (1899)
- Heinrich Kirchner
- Paul Klee (1900)
- Richard Lindner (1925–1927)
- Franz von Lenbach
- Ştefan Luchian
- Franz Marc (1900–1903)
- János Máttis-Teutsch (1884-1960)
- Vadim Meller
- Willy Meller
- Alphonse Mucha (1866-1939)
- Otto Mueller
- Caspar Neher
- Elisabet Ney (1981–1989)
- Markus Oehlen
- Eduardo Paolozzi (1981–1989)
- Bruno Paul
- Sergius Pauser (1919–1924)
- Carl Theodor von Piloty
- Richard Riemerschmid (1888–1890)
- Franz Roubaud
- Karl Saltzmann (1896- )
- Johann Gottfried Steffan
- Franz von Stuck
- Yoshi Takahashi (1966–1969)
- Nicolae Tonitza
- Lascăr Vorel
- Hans-Peter Zimmer